# فيكتور ماسياس
فيكتور ماسياس (1 يوليو 1984 ببورتوفيخو في الإكوادور - ) هو لاعب كرة قدم إكوادوري في مركز الهجوم. لعب مع سوسيداد ديبورتيفو كيتو ونادي إسبولي الرياضي ‏ ونادي أوكاس ونادي مانتا لكرة القدم ونادي سول دي أميريكا.

## وصلات خارجية
- فيكتور ماسياس على موقع قاعدة بيانات كرة القدم.إي يو (الإنجليزية)
- فيكتور ماسياس على موقع Soccerway.com (الإنجليزية)